# Cos Mèdic (Israel)
El Cos Mèdic d'Israel (en hebreu: חיל הרפואה) (transliterat: Heil HaRefuah) es una unitat de les FDI responsable d'oferir serveis i tractaments mèdics a tots els membres de les FDI. Durant les guerres o les emergències assumeix l'autoritat sobre el sistema sanitari civil a Israel. El Cos planifica, organitza i supervisa els preparatius del sistema de salut per a fer front a possibles crisis. En l'any 2011, el cos era dirigit pel General de Brigada Dr. Itzik Kryce. La seva caserna general es troba a Tel HaXomer. Està subordinat al Directori de Tecnologia i Logística.

## Estructura
El Cos Mèdic està dividit en sis unitats.
- Divisió d'Organització Mèdica
- Base d'Entrenament Bahad 10
- Acadèmia de Medicina Militar
- La Divisió de Salut Mental
- La Divisió de Salut Dental
- El Centre de Serveis Mèdics

El centre de Serveis Mèdics, està dirigit per un coronel, és la principal unitat operacional del cos, consisteix en 4 centres regionals de serveis mèdics.

## Comandants

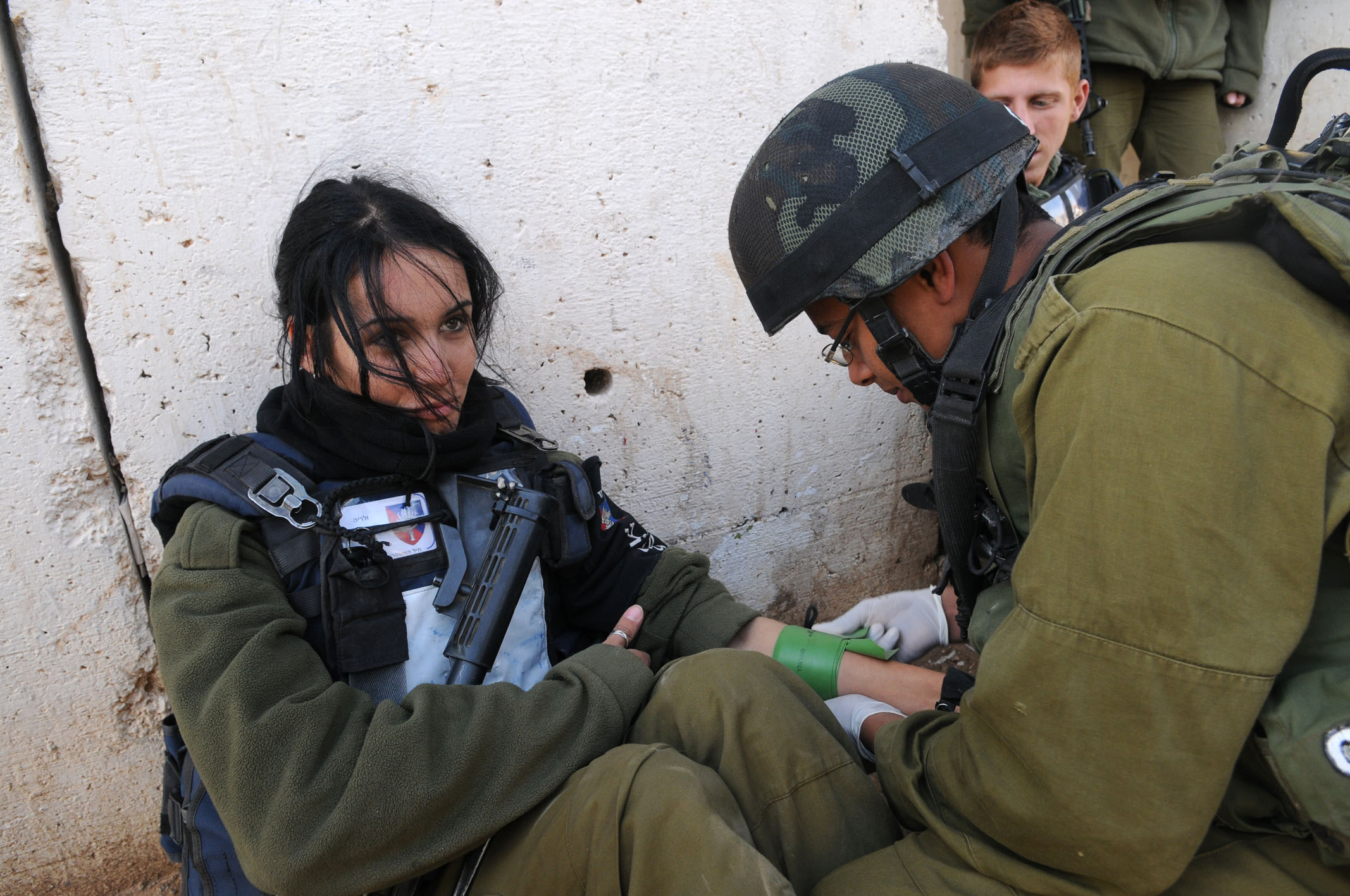
Una dona soldat rep assistència mèdica.

| Nom                                   | Data      |
| ------------------------------------- | --------- |
| Coronel Chaim Sheba                   | 1948–1949 |
| Coronel Avraham Atzmon                | 1949–1956 |
| Coronel Prof. Baruch Padeh            | 1956–1962 |
| General de Brigada Elyahu Gilon       | 1962–1967 |
| General de Brigada Reuven Alder       | 1967–1972 |
| General de Brigada Moshe Cordoba      | 1972–1975 |
| General de Brigada Prof. Dan Michaeli | 1975–1979 |
| General de Brigada Prof. Eran Dolev   | 1979–1983 |
| General de Brigada Moshe Revach       | 1983–1987 |
| General de Brigada Prof. Yehuda Danon | 1987–1991 |
| General de Brigada Michael Weiner     | 1991–1994 |
| General de Brigada Yehoshua Shemer    | 1994–1997 |
| General de Brigada Prof. Aryeh Eldad  | 1997–1999 |
| General de Brigada Giora Martinovich  | 1999–2002 |
| General de Brigada Hezi Levi          | 2002–2007 |
| General de Brigada Nachman Ash        | 2007–2011 |
| General de Brigada Itzik Kryce        | 2011–     |